# Miconia hamata
Miconia hamata är en tvåhjärtbladig växtart som beskrevs av Célestin Alfred Cogniaux. Miconia hamata ingår i släktet Miconia och familjen Melastomataceae. Inga underarter finns listade i Catalogue of Life.